# ジョセフ・ホルブルック (バンド)
ジョセフ・ホルブルック（Joseph Holbrooke）は、1960年代にイギリス（特にシェフィールドとその周辺）で活動した音楽トリオであり、1998年に短期間、再結成がなされた。このグループは、英国の作曲家ジョセフ・チャールズ・ホルブルックに敬意を表して名付けられた。

## メンバー
- デレク・ベイリー (Derek Bailey) - ギター
- ギャヴィン・ブライアーズ (Gavin Bryars) - ベース
- トニー・オクスレイ (Tony Oxley) - ドラム

## ディスコグラフィ

### スタジオ・アルバム
- '98 (2000年、Incus)
- The Moat Recordings (2006年、ツァディク)